# Gaetano Lazzara
Gaetano Lazzara (tätig 1700–1731 in Palermo) war ein italienischer Architekt des Spätbarock in Palermo.

## Leben
Über Lazzaras Biografie ist nur wenig bekannt. 1703 veröffentlichte er einen Stadtplan von Palermo. Wahrscheinlich war er Schüler von Paolo und Giacomo Amato, mit dem er mehrfach zusammenarbeitete, wie 1721 beim Bau des Kirchenschiffes der Kirche Immacolata Concezione al Capo.
Zwischen 1725 und 1726 leitete Lazzarra die Bauarbeiten des Oratorio dell’Immacolatella. 
Für die durch das Erdbeben von 1726 schwer beschädigte Kirche Santissimo Salvatore lieferten Lazzarra und der Architekt Giacomo Amato am 20. Dezember 1726 den Entwurf für eine neue Kuppel, die vom Maurermeister Simone Marvuglia (dem Vater des berühmten Architekten Giuseppe Venanzio Marvuglia) erbaut wurde.
Die ebenfalls durch das Beben zerstörte Kuppel der San Carlo Borromeo dei Milanesi wurde 1726 nach einem Entwurf von Lazzara erneuert. Etwa zur gleichen Zeit leitete er die Umbaumaßnahmen am Palazzo Speziale Raffadali (Casa Umiltà).
1730 trat er in Erscheinung im Zusammenhang mit einem Brückenbau über den Fluss San Leonardo bei Termini Imerese.